# CM Punk

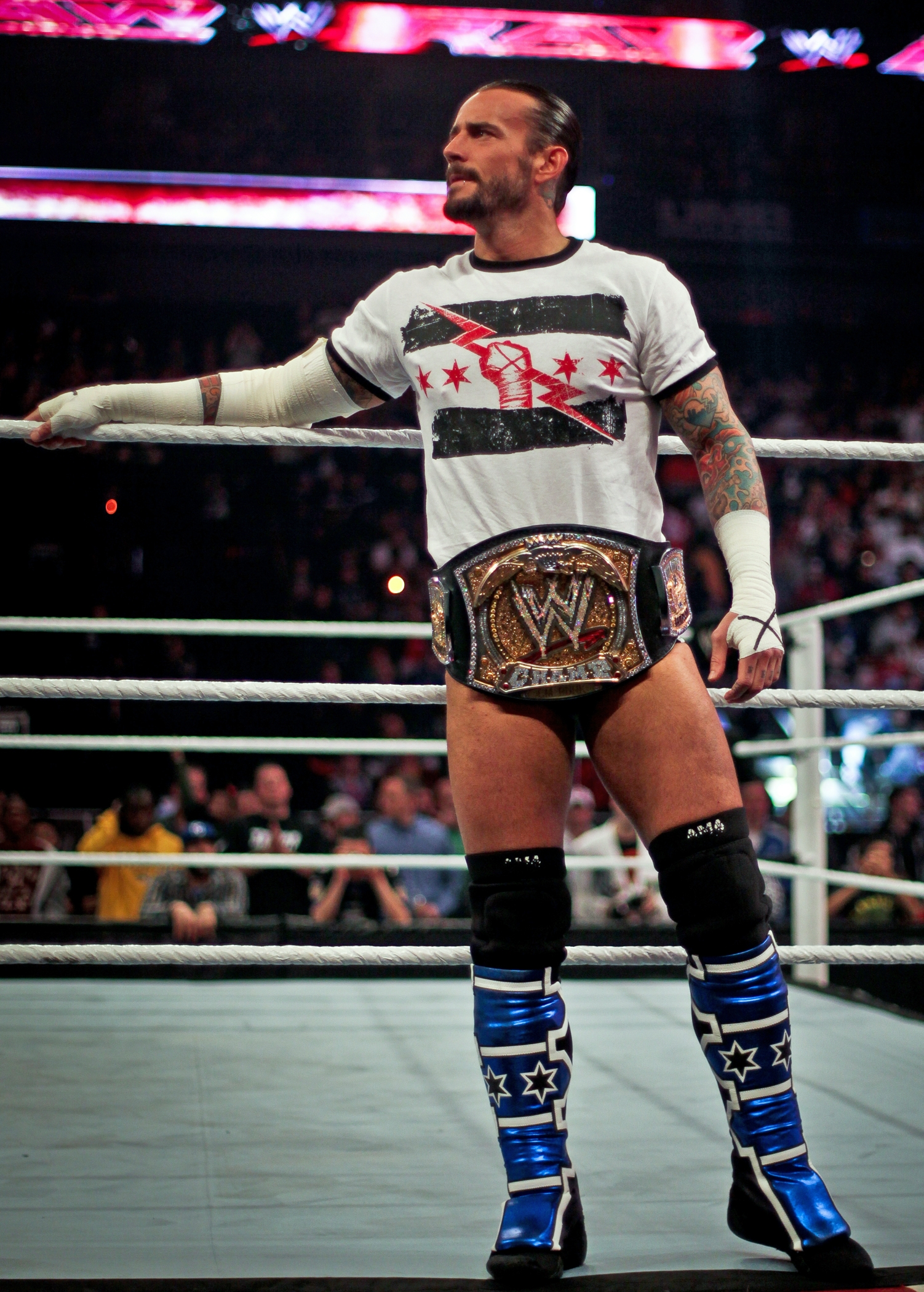
WWE bajnok 2012

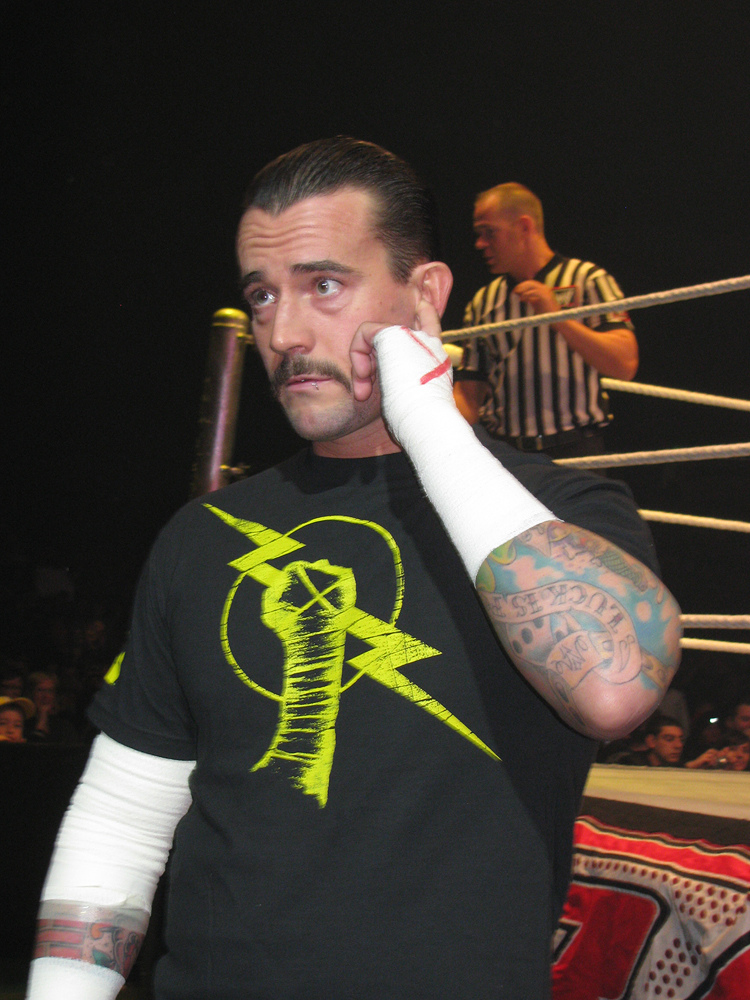
Az új Nexus

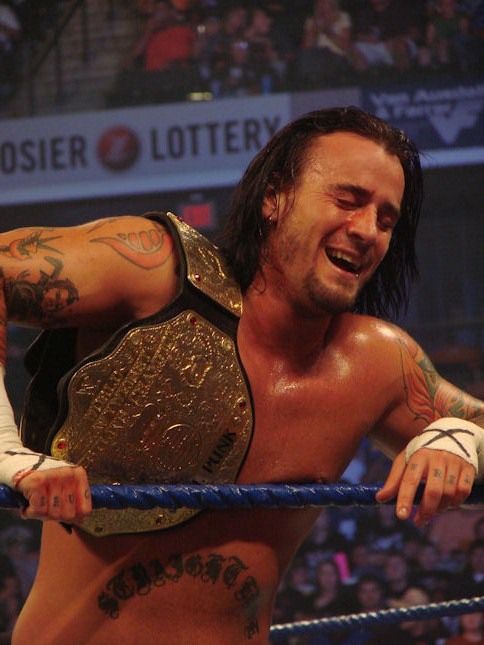
WHC bajnok 2008

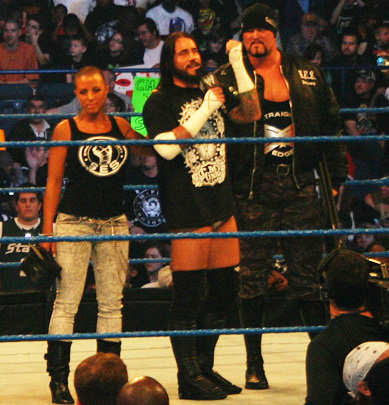
The Straight Edge Society: Serena, Punk és Luke Gallows

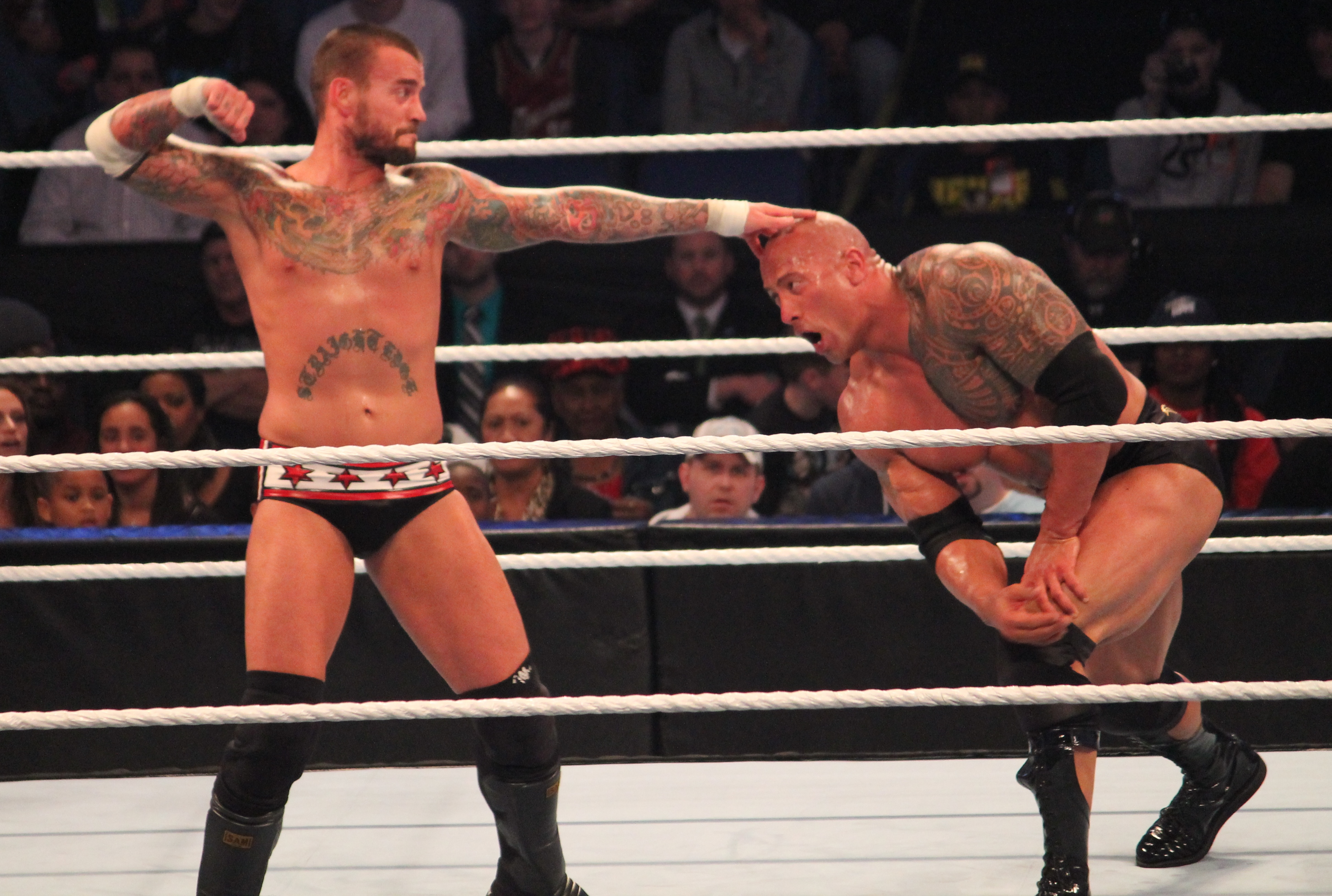
Punk vs Rock, 2013

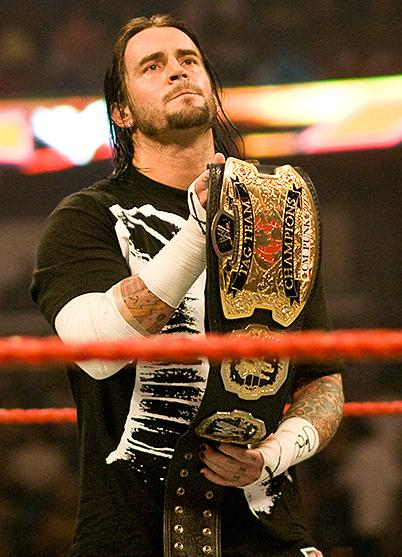
World Tag Team bajnok, 2008

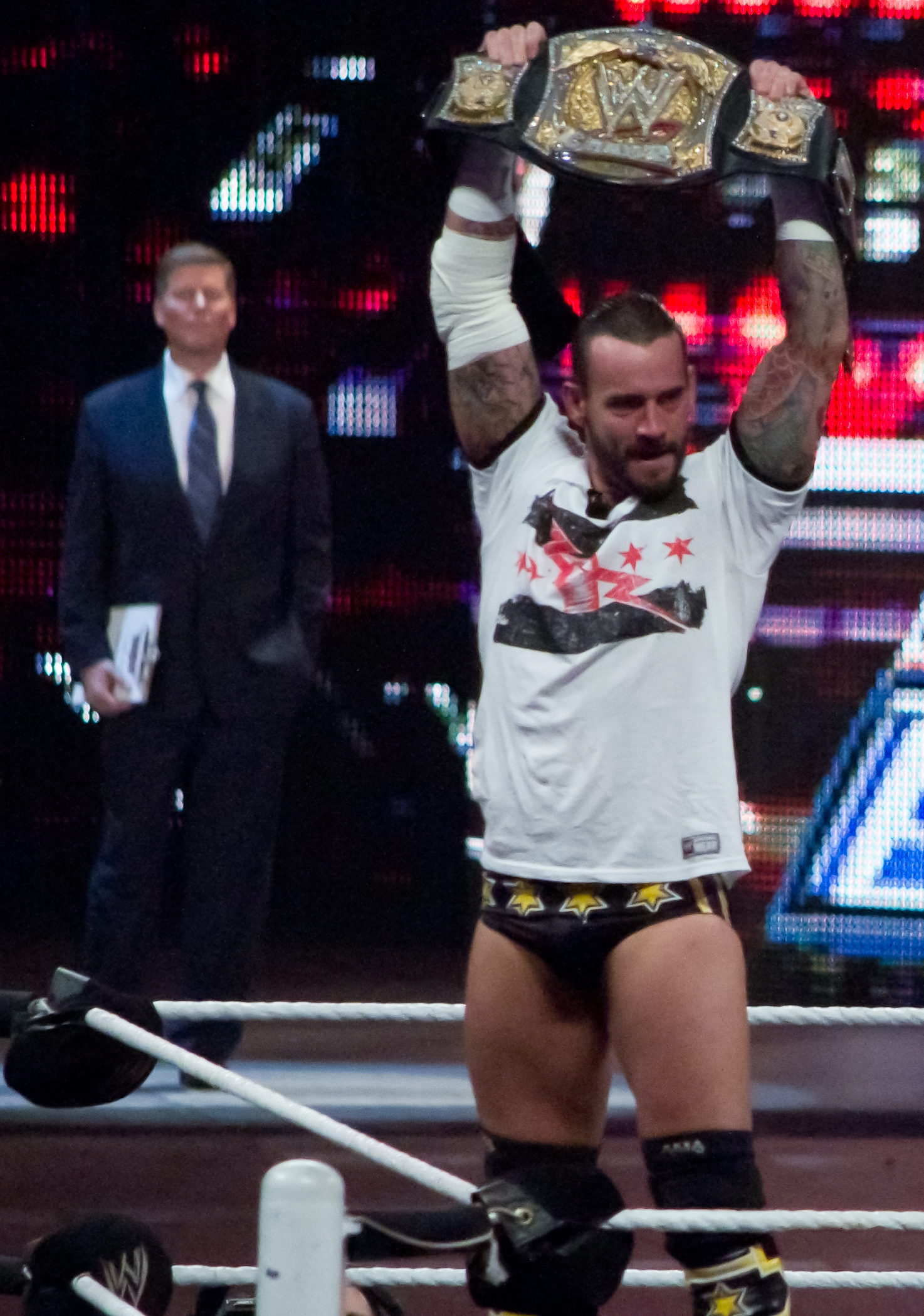
Punk és Laurinaitis

Phillip Jack "Phil" Brooks (1978. október 26. –), ismertebb nevén CM Punk, profi pankrátor, kevert harcművészetek mestere. Legismertebb korszaka a WWE-ben volt, ahol ő birtokolta leghosszabb ideig a WWE Bajnoki Övet. Punk 434 napig tartotta meg az övet (2011. november 20. – 2013. január 27-ig), ami akkor a leghosszabb világbajnoki regnálást jelentette a modern pankrációban. (Azóta a rekordot Roman Reigns tartja.)
Punk kilencszer volt eddig világbajnok 16 éves pankrátor karrierje során: egyszeres Ring of Honor bajnok, egyszeres ECW nehézsúlyú bajnok, kétszeres AEW bajnok, háromszoros WWE nehézsúlyú bajnok, egyszeres Tag Team bajnok (Kofi Kingstonnal), valamint egyszeres WWE Interkontinentális bajnok. Így ő lett a 19. WWE Triple Crown bajnok és a WWE történelmében neki sikerült ez a leggyorsabban, azaz 203 nap alatt. Elnyerte kétszer a ROH World Tag Team övet is (Colt Cabanaval ők voltak a Suplex City Saints). Ő nyerte a Money in the Bank létrameccset 2008-ban, 2009-ben, és 2011-ben ő volt az év pankrátora is.
Punk a kezdetekben különböző szervezeteknél volt, míg végül bekerült a Ring of Honor keretébe, ahol még tréner is volt a Ring Of Honor birkózó iskolában. 2005-ben aláírt a WWE-hez, ahol az egyik fejlesztő szervezethez került, az Ohio Valley Wrestling-hez (OVW), ahol megnyert mindent amit csak lehetett. 2006 júniusában mutatkozott be a WWE televíziós műsorában, az ECW-ban, ami egy alszervezete a WWE-nek. 2011-ben a "Pipe Bomb" promo-val nagy kedvenc lett, és bekerült a WWE fő pankrátorai közé. Maradt is a cégnél, míg nem 2014-ben elmérgesedett búcsút vett tőle. Annak ellenére hogy kiemelkedő pozícióban volt a cégnél, soha nem adták meg neki az év legnagyobb gáláján, a Wrestlemania-n a főmeccset, amely a szakmai elégedetlenség forrásává vált.
Karrierje során, Punk szókimondó, éles nyelvű, intézmény-ellenes, straight edge hitvallású (Drog és alkohol-ellenes) pankrátor volt. A straight edge alapelve és szókimondó stílusa jellemezte az ő valódi viselkedését és életmódját a karakterén kívül is. Attól függően hogy épp közönség kedvenc vagy gazember volt, kihangsúlyozta különféle stílusainak nézőpontjait, amivel elérte a közönség kívánt reakcióját. Képzett a különféle birkózásokban is.
Miután visszavonult a profi pankrációtól, Punk aláírt a Ultimate Fighting Championship-hez (UFC) hogy elkezdje karrierjét a vegyes harcművészetekben is. 
2021. Augusztus 20-án 7 év után Chicagóban visszatért egy másik pankrációs szervezetbe, az AEW-be.
Majd 2023-ban távozott az AEW-től.
2023.11.26-án közel 10 év után visszatért a WWE-be mint profi pankrátor, a szűlővárosában, Chicago-ban megrendezett Survivor Series esemény keretein belül.

## Profi pankrátor karrier

### Korai évek (1999-2000)
Punk első szereplése a szorítóban egy udvari pankrációs szervezetben volt (nevén nevezve Lunatic Wrestling Federation), amit barátaival és testvérével, Mike Brooks-sal hoztak létre az 1990-es évek végén. Akkor használta először a CM Punk ringnevet, amikor Chick Magnets teamcsapatot alkotott CM Venommal. Ellentétben barátaival, Punk valóban szeretett volna pankrátor lenni és érezte hogy ez több mint egyszerű móka. Amikor a támogatás kezdett megszűnni, csinált egy helyi show-t egy raktárban, Mokena-ban. Punk megtudta, hogy testvére Mike, több ezer dollárt sikkasztott a kis vállalattól, ennek okán a két testvér eltávolodott egymástól. Azóta se beszéltek egymással.
Miután ennek vége lett beiratkozott a "Steel Dominion" pankrátor iskolába, ahol Ace Steel, Danny Dominion és Kevin Quinn is profi pankrátor lett. Az edzés részeként játszott a Steel Domain Wrestling-ben. Itt találkozott Scott Colton-nal, aki hamarosan a nevét Colt Cabana-ra változtatta. Punk és Cabana legjobb barátok lettek és rengeteget dolgoztak együtt, mint szövetségesek vagy mint ellenfelek. Punk, Colt Cabana, Chuckee Smooth, Adam Pearce és Dave Prazak manager megalapították a Gold Bond Mafia pankrátorcsapatot.

### IWA: Mid-South és a Pro Wrestling Zero-one (2000–2005)
Punk hamar az Independent Wrestling Association Mid-South-hoz került. Colt Cabana-val és Chris Hero-val voltak keményebb feudjai, mielőtt kétszeres IWA Mid-South Könnyűsúlyú Világbajnok és ötszörös IWA Mid-South Nehézsúlyú Bajnok lett. Olyan sztárokat győzött le, mint A.J. Styles, Cabana és Eddie Guerrero. Punk és Hero játszott egy 55 perces meccset.
Punk meccsei Cabana-val odáig vezetett hogy Ring of Honor támogatása alá került. 2003. február és 2004. május között nem lépett ringbe az IWA:Mid-South-nál, tiltakozásképp Ian Rotten Chris Hero-val szembeni rossz bánásmódja ellen. Hero azonban úgy vélte, hogy ennek egyéb okai is voltak, és Rotten vele szembeni bánásmódja csak ürügy volt Punk számára hogy ne dolgozzon a cégnél. Végül Punk visszatért az IWA:Mid-South-ba és folytatta az előadását mint pankrátor és kommentátor egészen 2005-ig, amikor aláírt a World Wrestling Entertainment (WWE)-hez. Az utolsó szereplése az IWA: Mid-South-ban 2005. július. 2-án volt, ahol egy 60-perces időlimit meccset vívott Delirious ellen.
2003. augusztus 1-jén, Punk birkózott a japán promóciós Pro Wrestling ZERO-ONE-nál a Fire fesztivál utolsó napján, a Korekuan Hall-ban, egy csapatot alkotva C.W. Anderson, Josh Daniels, és Vansack Acid-al, egy 8 emberes tag team meccset játszva Ikuto Hidaka, Jun Kasai, Naohiro Hoshikawa és Tatsuhito Takaiwa ellen, Punk csapata vereséget szenvedett.

### Ring of Honor és Total Nonstop Action Wrestling

#### Történet Raven-nel (2002–2004)
Eredetileg Punk a Ring of Honor-hoz face karakterként érkezett, de hamar heel karakter lett belőle a Raven-nel való feud-ja miatt. Versengésük a Ring of Honor legjobb feudja volt 2003-ban, a kiinduló pont Punk feszes életvitele, valamint Raven apjának alkoholizálása volt. A végső csatájuk 2003 novemberében volt, ahol Punk legyőzte Raven-t egy acélketrecben. Ezután Punk csatlakozott az NWA Total Nonstop Action (TNA)-hoz, ahol Julio Dinero társa volt, mindketten tagjai voltak a The Gathering csapatnak.
Punk feljebb került a ROH ranglétráján, következett a Second Anniversary Show rendezvény, ahol a ROH Bajnoki övért vívott küzdelmek döntőjében vesztett A.J. Styles ellen, de elnyerte a ROH World Tag Team Bajnoki övet Colt Cabanaval, mint a Second City Saints nevű csapat. Punk és Cabana a Briscoe Brothers legyőzésével lett bajnok. 2015 októberében, Punk fel lett véve, mint első vezető tréner a Ring of Honor pankrációs iskolában, ahol korábban volt tréner Steel Domain és a Primetime wrestling.
Röviddel a 2004. február 25-i TNA műsor előtt Punk tömegverekedésbe került Teddy Harttal és szétvertek egy éttermet. A dulakodás állítólag egy ROH műsorból eredt, amelyen Hart több pankrátornak sérülésveszélyt okozott. A botránnyal majdnem egy időben lévő ROH műsorban nem jelent meg Punk és Dinero, amely spekulációkhoz vezettek, miszerint ki lettek rúgva az incidens miatt. Punk szerint a verekedés nem volt hatással a TNA karrierjére. Azt mondta ő és Dinero azért nem jelentek meg a TNA gáláin, mert a TNA úgy gondolta nincsenek hatással a rajongókra mint gonosz karakterek. Úgy gondolták, hogy mint csapat és mint gonosz karakterek nem tudnak együttműködni a történetszállal, ezért nem volt munkájuk. 2004 márciusában hivatalosan kilépett a TNA-ból.

#### ROH Bajnok pályafutás (2004–2005)
Punk ismét a ROH Bajnoki címért küzdött, de Samoa Joe ellen, egy három meccses sorozatban. Az első meccs 2004. június 12-én volt a World Title Classic rendezvényen Dayton, Ohio-ban egy 65 perces időlimites meccsen amelyen végül senki nem nyert. A második meccset 2004. október 16-án volt Punk szülővárosában Chicagoban, Joe vs. Punk II néven, ahol szintén egy 65 perces meccset vívtak. A Joe vs. Punk II DVD volt a Ring of Honor legtöbbet eladott DVD-je, és öt csillagot kapott a meccs a Dave Meltzer's Wrestling Observer Newsletter-től. 7 év alatt ez volt az első meccs ami öt-csillagos osztályzatot kapott, az utolsó egy Hell in a cell meccs volt Shawn Michaels és Undertaker között az 1997-es Badd Blood: In your House gálán. Joe győzelmével ért véget a harmadik egyben utolsó meccs 2004. december 4-én az All-star Extravaganza 2-n, melyben volt egy időkorlátozó kikötés.
Miután egy try-out meccsen 2005. május 9-én vesztett Val Venis ellen a Sunday Night Heat show-ban, Punk elfogadta World Wrestling Entertainment (WWE) ajánlatát a következő hónapra. Ennek ellenére Punk legyőzte Austin Aries-t a Pepsi Plunge mozdulatával és megnyerte a ROH Bajnoki övet 2005. június 18-án a Death Before Dishonor III rendezvényen. Punk ezután heel karaktert vesz és a story szerint a ROH Bajnoki övet magával akarja vinni a WWE-be. Ekkoriban Mick Foley szerepelt néhány ROH műsorban, és megpróbálta meggyőzni Punk-ot, hogy becsületes bajnok legyen. 2005. augusztus 12-én Punk elveszti a ROH Világ Bajnoki övet James Gibson ellen egy four corner elimination match-en, ahol szerepelt Punk, Gibson, Samoa Joe és Christopher Daniels. Punk utolsó meccse a Ring of Honor-ban 2005. augusztus 13-án a Final Chapter rendezvényen volt régi barátja, Colt Cabana ellen, ahol Punk vesztett. Az utolsó meccsén, Punk láthatóan elsírta magát miközben a ring közepén szalagok záporoztak körülötte.
Punk még egyszer vendégszereplő volt a Ring of Honor-ban, a Unscripted II rendezvényen 2006. február 11-én, Ahol CM Punk, Bryan Danielson-nal az oldalán legyőzték Jimmy Rave-t és Adam Pearce-t egy tag team meccsen.

### World Wrestling Entertainment/WWE

#### Ohio Valley Wrestling (2005-2006)
2005 szeptemberében Punk az Ohio Valley Wrestling (OVW)-hez került, a WWE továbbképzési osztályához. 2005. szeptember 8-án debütált egy dark match-en, ahol ő, Nigel McGuinness és Paul Burchill kikaptak Deuce Shade, Elijah Burke és Seth Skyfire csapattól. Szeptember 26-án volt az első OVW televíziós meccse, Punk dobhártyája berepedt és eltört az orra, miután Danny Inferno túl keményen találta el őt. A sérülések ellenére Punk befejezte a meccset és hamar meggyógyult.
2005. november 9-én, OVW bajnok lett, miután legyőzte Ken Doane-t, ami egy Punk és Brent Albright közti viszályhoz vezetett, mivel előtte ő volt versenyben a bajnoki címért, csak Punk leütötte egy székkel. Több meccset is vívtak egymással, de végül Punk meg tudta tartani a bajnoki címet. 2006. január 4-én Punk elvesztette a bajnoki címet egy hármas meccs során Albright és Doane-val szemben. Doane megsérült a meccs felénél, így helyére Aaron "The Idol" Stevens lépett. Punk Albrighttól kapott egy Crowbart, így kiesett. Punknak volt egy kisebb megjelenése a Wrestlemania 22-n, 2006. április 2-án, ahol egy gengsztert játszott el John Cena bevonulásánál.
Miután Matt Cappotelli szabaddá tette az OVW bajnoki címet egy agydaganat végett, egy versenyt tartottak meg a címért. A döntő egy Brent Albright vs CM Punk volt ahol Albright megverte Punkot így bajnok lett. Punk és Albright folytatták a viszályt, és végül 2006. május 3-án Punknak sikerült legyőznie egy strap meccs keretében, így újra OVW bajnoki címet nyert. Punknak, mint bajnok sikerült megvédenie címét olyanok ellen mint Shad Gaspard, Kenn Kennedy, Johnny Jeter és Mike "The Miz" Mizanin.
2006. július 28-án Punk és Seth Skyfire legyőzte Shad Gaspard-ot és The Neighborhoodie-t ezzel OVW Southern Tag tam bajnokok lettek egy house show-n. 2006. augusztus 2-án vesztették el a címüket Deuce Shade és"Domino" Cliff Clompton ellen miután Skyfire és Punk lesérült. Punk és Skyfire között végül kialakult egy viszály amely a Tag team bajnoki cím visszavágó miatt volt, amin az egészséges Punk szándékosan leváltotta magát a sérült Skyfire-ra. 2006. augusztus 30-ára be volt tervezve egymás közt egy meccs az OVW bajnoki címért. A meccs előtt azonban Skyfire megtámadta Charles "The hammer" Evans-t akivel szintén rosszban volt, így Punk nem Skyfire-al küzdött meg hanem Chet Jablonski-val aki legyőzte Punkot és ezzel bajnok lett. Mivel Punk nem rendelkezett már bajnoki címmel, az OVW-nak nem volt többet szüksége rá, és ezzel felkerült a WWE főállású pankrátorai közé. Egy pár adáson még jelent meg Punk, mint például a 400. epizód, egészen addig, amíg az OVW és a WWE együttműködése 2008. február 7-ével befejeződött.

#### ECW Bajnok (2006-2008)
2006. június 24-én debütált az ECW-ban egy house show keretében a volt ECW arénában, ahol legyőzte Stevie Richards-ot. Az első TV-s debütálására 2006. július 4-én került sor a Sci Fi csatornán, amelyben bemutattak egy bemutatkozó promóciót, ahol a feszes életmódjáról beszélt, amiben nincs alkohol és drog. Első TV-s pankrációja 2006. augusztus 1-jén volt, Hammerstein Ballroom-ban, ahol Justin Credible-t győzte le. CM Punk sokáig veretlen maradt a ECW-ban, olyan pankrátorokat győzőtt le mint, Christopher W. Anderson, Stevie Richards és Shannon More.

#### WWE Nehézsúlyú Bajnok (2008-2009)
2008-ban a WrestleMania XXIV-n Punk nyerte meg a Money in the Bank létra meccset, ahol legyőzte Chris Jericho-t, Montel Vontavious Porter-t, Shelton Benjamin-t, John Morrison-t, Mr. Kennedy-t és Carlito-t. Punk ezzel megszerezte a jogot arra, hogy a megnyert táskát bármikor beválthassa egy címmeccsre. Ezt nem sokkal később, 2008. június 23-án meg is tette a RAW-on, miután Batista leverte Edge-t, aki az aktuális bajnok volt. Edge tehetetlen volt, Punk pedig legyőzte, így ő lett az új bajnok. 2008. szeptember 7-én elveszi tőle a címet Chris Jericho. Kapott egy visszavágót nyolc nappal később a szeptember 15-i RAW-on, ahol nem sikerült visszaszerezni a címét egy acél ketrec mérkőzésen. Punk és Kofi Kingston ezután összeáll egy csapatba, majd 2008. október 27-én legyőzik Cody Rhodes és Ted DiBiase-t. Ezzel ők lesznek az új WWE Tag Team bajnokok, bár nem sok ideig, mivel elveszítik az övet John Morrison és a The Miz ellen egy rendezvényen 2008. december 13-án. Eközben hétről-hétre folyamatosan részt vett az interkontinentális bajnoki versenyen, amit meg is nyert, így azt az övet is magáénak tudhatta. Ezzel a győzelemmel pedig ő lett a 19. Triple Crown bajnok. (Tripla korona, azaz 3 különböző cím ugyan abban az évben.)
A 2009-es WrestleMania XXV-n Punk nyerte meg ismét a Money in the Bank létra mérkőzést; s ezzel ő lett az első, aki kétszer nyeri meg egymás után ezt a meccset. Nem sokkal később beváltja a szerződést Jeff Hardy ellen, így ismét ő lesz az új nehézsúlyú bajnok. Punk ezután sikeresen megőrizte címét egy Triple Threat mérkőzésen (Edge és Hardy ellen) nyolc nappal később a 2009. június 15-i RAW-on. A Night of Champions gálán elveszíti a címet Hardy ellen, de a SummerSlam-en visszanyeri, így a viszály még jobban fokozódik a két pankrátor között. A SmackDown-ban 2009. augusztus 28-án megrendezett acélketrec meccs jelentette a viszályuk végét. Itt a meccs tétje az volt, hogy a vesztes félnek el kell hagynia a szervezetet. Punk nyert, így Hardy távozott a WWE-ből.

#### Straight Edge Society és az új Nexus (2009-2011)
Punk megalapítja a WWE-n belül a Straight Edge Society formációt, aminek az alapelve az alkohol, a drog, és a cigi ellenesség. A 2009-es évben többször kerül összetűzésbe Rey Mysterio-val. A WrestleMania XXVI-n kikap tőle, de az Extreme Rules rendezvényen sikerül megvernie. Később az Over The Limit rendezvény keretein belül megint veszít, így a megállapodás értelmében kopaszra borotválja a fejét. Ezt követően egy darabig csak maszkban hajlandó fellépni, ám 2010. július 16-án Big Show letépi róla, így vele is összetűzésbe kerül. Ebből a párharcból nem jött ki győztesen, mivel a SummerSlam-en, és a Night of Champions-on is vereséget szenved tőle. Később Serena ki lett rúgva a WWE-ből, Joey Mercury lesérül, Gallows pedig Punk ellen fordul; így a Straight Edge Society feloszlik. Punk egy rövid ideig lesérül, és csak kommentátorként lesz jelen a ring körül. Az újabb fordulópontot a Nexus kettészakadása jelentette számára. Az egyik fél vezetője Ő maga lett, a másiké pedig maradt Wade Barrett. Egy újabb viszály veszi kezdetét, immár Randy Orton ellen. Punk őt okolta, hogy elvesztette a nehézsúlyú bajnoki övet; emiatt a Nexus tagjai is többször beleavatkoztak Orton bajnoki meccseibe. A 2011-es WrestleMania XXVII-n egy Last Man Standing meccsen azonban elveszíti ellene a meccset, majd az Extreme Rules rendezvényen is kikap tőle.

#### WWE bajnok (2011-2013)
Punk bejelenti, hogy hamarosan lejár a szerződése, ezért megszerzi a WWE övet, és magával fogja vinni. Így is lett. A Money in the Bank rendezvényen megküzdött John Cena ellen. A meccset Punk nyeri, és elmenekül az övvel. 2011. július 25-én azonban visszatér a WWE-hez. A Summerslam-en ismét összecsap John Cena-val, s a meccs tétje az, hogy ki legyen az új egyesített WWE bajnok. (Hiszen Cena is kapott időközben egy wwe övet.) A meccset Punk nyeri, azonban Kevin Nash megtámadja őt. Elveszíti az övet, mivel Alberto Del Rio beváltja a Money in the Bank táskáját. A Hell in a Cell rendezvényen megküzd John Cena-val és Alberto Del Rio-val egy triple threat meccsen, azonban nem sikerül nyernie. A Survivor Series rendezvényen végül sikerül megvernie Del Rio-t, így ismét ő lesz a WWE bajnok. Punk hosszú ideig (434 napig) birtokolja az övet. Olyan szupersztárok ellen védi meg, mint Mark Henry, Chris Jericho, Kane és Daniel Bryan. A WrestleMania XXVIII-n Jericho-val kerül viszályba, aki korábban szidalmazta őt és a családját. Punknak sikerül nyernie, s ezzel megvédi az övet. Ezt követően Paul Heyman szárnyai alá veszi, és ő lesz a menedzsere. Az új kihívója Ryback lesz, akivel többször összecsap. Brad Maddox és a The Shield (A pajzs) csapat segítségével Punk megőrzi a címet. Uralkodásának Dwayne "The Rock" Johnson vetett véget a Royal Rumble-n. Kapott egy visszavágót az Elimination Chamber rendezvényen, de nem sikerül megnyernie. Az övről úgy tűnik lemond, és inkább a The Undertaker-rel kerül összetűzésbe. Meg akarja törni a szériáját, és ezért mindent megtesz. A gonosz (heel) karaktere itt már nagyon érződik. A WrestleMania XXIX-n összecsap az Undertaker-el, de kikap tőle. Utolsó meccse 2013-ban a Payback rendezvényen volt, ahol legyőzte Chris Jericho-t. A 2014-es Royal Rumble után kilépett a szervezetből, majd a UFC-hez igazolt. 2016 szeptemberében, az UFC 203-on kikapott Mickey Gall ellen a debütáló meccsén.

## Magánélete
Punk lelkes rajongója a Chicago Blackhawks-nak és a Chicago Cubs-nak. Szeret olvasni, és szereti a képregényeket. Amikor a Ring of Honor-nál dolgozott, romantikus kapcsolata volt Shannon Spruill-al és Tracy Brookshaw-al is, akik szintén pankrátorok voltak. Később az Ohio Valley Wrestling riporternőjével, Maria Kanellis-el járt, de elváltak útjaik, amikor Punk átkerült az ECW-ba. Punk később Amy Dumas-al is járt, de ez a kapcsolata sem tartott sokáig. 2014. június 13-án házasságot kötött April Jeanette Brooks-szal, ismertebb nevén AJ Lee-vel.

## Fordítás
- Ez a szócikk részben vagy egészben  a   CM_Punk című angol Wikipédia-szócikk fordításán alapul.  Az eredeti cikk szerkesztőit annak laptörténete sorolja fel. Ez a jelzés csupán a megfogalmazás eredetét és a szerzői jogokat jelzi, nem szolgál a cikkben szereplő információk forrásmegjelöléseként.